# Paratuberculose
La paratuberculose est une entérite touchant les ruminants sauvages et domestiques, et notamment les bovins. Son agent pathogène est un complexe de mycobactéries. Il ne s'agit pas en temps normal d'une zoonose (maladie animale transmissible à l'Homme), cette maladie, peut - de manière opportuniste (tout comme le complexe des bactéries Mycobacterium abscessus) - parfois attaquer l'humain ; on désigne alors les souches en cause comme Mycobacterium avium hominissuis(MAH). Ces dernières attaquent la moelle osseuse, le foie, la rate et d'autres tissus, ce pourquoi la maladie paratuberculose (au sens large) est considérée comme une « zoonose potentielle ».
Elle fait l'objet d'une surveillance accrue depuis qu'elle est couramment apparue comme maladie émergente opportuniste (ainsi que d'autres maladies, non-tuberculeuses, à mycobactéries, chez des humains immunodéprimés au début de l'épidémie de VIH/SIDA,,.

## Agent infectieux
Cette maladie est causée par une mycobactérie : Mycobacterium avium subsp. paratuberculosis, également connu sous le nom de bacille de Johne et couramment appelée Mycobacterium paratuberculosis. Elle est très résistante dans le milieu extérieur, et des souches antibiorésistantes sont de plus en plus fréquemment trouvées dans les élevages bovins.
La régulation des cellules T semble en cause dans la maladie

## Contamination dans les élevages bovins
Les mycobactéries sont présentes en nombre dans les excréments des animaux contaminés, qui ne présentent pas forcément les symptômes de la maladie. La bactérie résiste très longtemps dans le milieu extérieur minimum un an dans les bouses pouvant aller jusqu’à deux ans. Et environ, 6 mois dans les mares.
C'est une maladie incurable. Elle touche les bovins mais également les caprins, ovins et d'autres ruminants.
La contamination a lieu le plus souvent dans les premières semaines de vie de l'animal, voire jusqu’au 6 mois de l’animal. Mais, elle peut également se faire en fin de gestation. La contamination se fait surtout par voie orale chez les jeunes animaux, en léchant des objets souillés contenant des résidus de fèces (bouses), lors de la tétée du colostrum ou avec le lait des mères contaminées.
A titre d'exemple, une grande étude sérologique chinoise (2015) s'est basée sur des échantillons venant de 3674 bovins, issus de 113 troupeaux du nord et du nord-est de la Chine, de septembre 2013 à décembre 2014. Cette étude a évalué la prévalence à la fois de la sous-espèce Mycobacterium avium paratuberculosis (MAP) et du virus de la leucémie bovine (BLV), deux des pathogènes les plus communément responsables de graves pertes économiques en élevage bovin dans le monde. La séroprévalence a montré que :
- 11,79% des bovins avaient des anticorps contre la MAP (et 18,29% contre la BLV) ;
- 20,35% des troupeaux présentaient des preuves d'au moins une infection par la paratuberculose (et 21,24% des troupeaux étaient touchés par la leucémie bovine) ;
- La taille du troupeau était un facteur de risque pour la MAP (tandis que la taille du troupeau et la présence de bovins introduits à partir d'autres fermes étaient significativement associées à l'infection par la BLV).

## Signes cliniques chez l'animal
La paratuberculose est une maladie sournoise qui ne s’exprime pas toujours. L’élevage est infecté et dans la plupart du temps l’éleveur l’ignore.
La paratuberculose se caractérise par des signes cliniques pouvant aller de la perte de la production laitière à une diarrhée chronique et profuse chez les bovins. Chez les caprins et ovins la diarrhée n'est pas systématique. De plus, la paratuberculose peut entrainer un amaigrissement intense pouvant entraîner la mort de l’animal. La muqueuse de l'iléon s'épaissit fortement, ce qui engendre une perturbation du métabolisme protéique. On observe également une forte diminution de la production laitière. En général, les animaux infectés vont présenter les premiers signes cliniques après la mise bas. Cependant, tous les animaux porteurs ne développent pas les symptômes de la maladie. Ils peuvent apparaître qu’à partir de 4 ou 5 ans chez les bovins.

## Zoonose potentielle
Les bactéries du complexe Mycobacterium avium ssp. paratuberculosis (CMA) est souvent considérée comme « potentiellement zoonotique », c'est-à-dire être potentiellement une maladie transmissible à l'Homme.
Ceci est suggéré depuis près d’un siècle par :
- La détection ponctuelle de MAP dans le lait cru (et même pasteurisé)[11],[12], signalée par plusieurs études[13],[14],[15],[1].
- de fortes similitudes entre deux maladies :

1. - la maladie de Johne (MJ ou JD pour Johne's disease) des ruminants (bovins notamment) :  une entérite chronique caractérisée par une inflammation sévère des tissus intestinaux associée à une infiltration généralisée de macrophages. On observe chez les animaux malades une perte des réponses des lymphocytes T CD4+ périphériques aux antigènes MAP et une augmentation des taux sériques d'IgG anti-MAP[7] ; une hypothèse est qu'il pourrait exister un lien entre cellules T régulatrices produites par l'infection à MAP et le virus de la leucémie bovine[7]. 
 Remarque :  la cellule cible de la MAP, dont la mycobactérie peut alors être retrouvée dans le lait cru et les produits laitiers en dérivant)
2. - la maladie de Crohn (MC) observée chez l'homme[16],[1].

- les cas observés chez les humains immunodéprimés au début de l'épidémie de VIH/SIDA, et quelques rares cas humains observés antérieurement[1].

Des dizaines d'études ont porté sur ce sujet mais leur comparabilité est rendue délicate par des modes d'échantillonnage, des protocoles et des tests de laboratoire ou encore des populations test ou témoin différents. De plus les modes d'élevage, de traite et de stérilisation du lait ou de fabrication des produits laitiers ont évolué avec le temps ;
Par exemple, selon une étude canadienne (2008) ayant passé en revue 75 articles choisis pour leur pertinence, dont 60 études cas-témoins ayant étudié l'association entre paratuberculose (MAP) et MC, 37 ont été jugées de qualité acceptable ; 23 trouvaient des associations positives significatives entre ces deux maladies, 23 trouvaient des associations non significatives, et 14 n'avaient pas détecté de MAP dans aucun échantillon.

Sept études ont spécifiquement examiné l'association entre la MC et la JD, deux essais de provocation ont donné des résultats contradictoires, une étude transversale n'a pas conclu à une association, et quatre études descriptives suggéraient une relation étroit entre MAP et isolats de bovins. En conclusion de ce travail, Lisa A. Waddell MSc et ses collègues ont conclu que « les preuves du potentiel zoonotique du MAP ne sont pas solides, mais ne doivent pas être ignorées. La collaboration interdisciplinaire entre les responsables médicaux, vétérinaires et autres responsables de la santé publique peut contribuer à une meilleure compréhension des voies potentielles d'exposition humaine au MAP », l'agent mycobacgérien de la paratuberculose.

## Formes humaines de la maladie
La maladie du complexe Mycobacterium avium (CMA ou MAC pour les anglophones) ne semble apparaitre que chez des sujets immunodéprimés ou essentiellement chez ces derniers, le plus souvent lors des phases tardives du SIDA quand les cellules CD4 sont trop rares pour combattre la bactérie. La MAC contribuant alors à la diminution de leur qualité de vie et de l'espérance de vie des patients. Les choix thérapeutiques ont été très discutés dans les années 1980-1990, puis des thérapies prophylactiques et thérapeutiques ont été spécifiquement mises au point pour ces cas. Les MAC se manifestent parfois chez des patients sans SIDA .
Un vecteur de la bactérie vers l'Homme semble être le lait cru, et certains produits lactés.

Selon une étude canadienne (2002) ayant testé divers modes de pasteurisation (à haute température de courte durée (HTST). Si les bonnes pratiques de pasteurisation sont respectées, la bactérie est le plus souvent éliminée ; cependant des bactéries survivent à la pasteurisation HTST si la bactérie étaient antérieurement densément présente (à partir de 10(5)cfu/ml dans le lait).
Ainsi, sur 710 échantillons de lait prélevés en magasin ou en sortie d'usines laitières du sud-ouest de l'Ontario 15 % des échantillons étaient positifs lors d'un tests par PCR. Les bactéries survivantes semblent très peu nombreuses ou se reproduisant mal lorsque mises en culture.
L'interaction de ces mycobactéries avec le système immunitaire humain semble complexe, et notamment dépendante de facteurs de virulence susceptible d'affecter l'immunité cellulaire, et notamment la fonction des cytokines,.
Le diagnostic des maladies du complexe MAC repose surtout sur la détection en laboratoire de mycobactéries dans le sang et/ou les tissus (dont par PCR). Au début des années 2000, les spécialistes espèrent des moyens de détection plus précoce et rapide de la MAC dans les échantillons cliniques, afin de pouvoir traiter le patient bien avant que la bactérie ait commencé à attaquer la moelle osseuse, le foie, la rate et d'autres tissus.
L'antibiorésistance est l'un des problèmes important, que l'on cherche à contourner par des thérapies combinées.
La biologie moléculaires a amélioré la compréhension de la génétique, et de l'épidémiologie de la maladie MAC, dans les élevages, mais aussi dans les zoos, ainsi que des questions d'antibiorésistance (souvent importante pour les maladies qui peuvent se développer dans les élevages industriels où les antibiotiques sont parfois aveuglément préventivement utilisés ou utilisés pour accélérer la croissance des animaux.
Une crainte est que la bactérie puisse muter génétiquement en acquérant des compétences nouvelles qui lui donnerait des capacités zoonotiques plus étendues, une virulence accrue, une résistance accrue aux antibiotiques, ou des caractéristiques pandémiques ; un gène en particulier (lysX gene) est particulièrement surveillé,,

### liens externes
- INRA, Paratuberculose bovine : une modélisation pour maîtriser les contaminations dans un troupeau ; Mars 2012